# Most-Híd
Most–Híd 2023, de les paraules eslovaques i hongareses per a "pont", és un partit polític inter-ètnic d'Eslovàquia. El seu programa defensa una major cooperació entre les comunitats de la minoria hongaresa i al majoria eslovaca. Va formar part dels gabinets d'Iveta Radičová i de Robert Fico, però va perdre tota la seva representació del parlament al 2020.

## Història
El partit es va formar el 30 de juny de 2009 per dissidents del llavors Partit de la Coalició Hongaresa (SMK-MKP), al qual van acusar de ser massa nacionalista. Béla Bugár, que havia estat president del SMK-MKP durant una dècada, va ser escollit com a nou líder del partit, i Rudolf Chmel, un eslovac ètnic, com a vicepresident. Segons dades internes, entre el 60 i 65% eren membres de la minoria hongaresa i el 35-40% restant eslovacs.
A les eleccions legislatives eslovaques de 2010 van aconseguir entorn del 8% dels vots, amb 14 diputats, entrant al gabinet d'Iveta Radičová, un govern de coalició de centredreta formada pels liberals Llibertat i Solidaritat (SaS), el Moviment Democràtic Cristià (KDH), Most-Híd i Unió Democràtica i Cristiana Eslovaca – Partit Democràtic (SKDÚ-DS) amb una majoria al parlament, amb 79 escons de 150. mentre que SMK-MKP va passar a ser força extraparlamentària, esdevenint Most–Híd l'únic partit representant de la minoria hongaresa.
El govern d'Iveta Radičová perdé la confiança del parlament l'11 d'octubre de 2011 a causa de desavinences entre els partits de la coalició governamental per l'ampliació del Fons Europeu d'Estabilitat Financera, fet que portà a la celebració d'eleccions anticipades el 10 de març de 2012, les quals foren guanyades per l'oposició socialdemòcrata amb majoria absoluta. Les eleccions es celebraren enmig d'un important escàndol de corrupció que va implicar polítics locals de centredreta. El partit va mantenir el suport amb gairebé el 7% i 13 diputats, passant a l'oposició durant la legislatura. Al 2014 també van aconseguir representació a les eleccions europees, amb un eurodiputat que va formar part del GPPE.
A les eleccions de 2016 va reduir-se una mica més el suport electoral, amb el 6.50% i 11 diputats, que van formar part dels governs de  Robert Fico i Peter Pellegrini en coalició amb i Direcció – Socialdemocràcia (SMER-SD) i Partit Nacional Eslovac (SNS). Al 2019 van perdre la seva representació al Parlament Europeu, quedant per darrere dels seus rivals de SMK-MKP, que tampoc arribarien al llindar per pocs vots. Un any després la derrota a les europees anticiparia el desastre a les eleccions legislatives eslovaques de 2020, en les quals van perdre tots els seus diputats amb només un 2% dels vots.
Posteriorment, al 2021 va aliar-se amb el SMK-MKP per formar l'Aliança Hongaresa, però dos anys més tard la va abandonar per disputes internes. Al mateix any anunciarien la cooperació amb el partit Els Blaus, modificant el nom d'aquests per a les eleccions de 2023, presentant-se sota el seu paraigües amb resultats molt pobres.

## Resultats electorals

### Consell Nacional
| Any  | Vots                                   | %                                      | Escons   | +/– | Govern            |
| ---- | -------------------------------------- | -------------------------------------- | -------- | --- | ----------------- |
| 2010 | 205,538                                | 8.12 (#5)                              | 14 / 150 | Nou | Coalició          |
| 2012 | 176,088                                | 6.89 (#4)                              | 13 / 150 | 1   | Oposició          |
| 2016 | 169,593                                | 6.50 (#7)                              | 11 / 150 | 2   | Coalició          |
| 2020 | 59,174                                 | 2.05 (#13)                             | 0 / 150  | 11  | Extraparlamentari |
| 2023 | Dins de la candidatura Modrí, Most–Híd | Dins de la candidatura Modrí, Most–Híd | 0 / 150  | =   | Extraparlamentari |

### Parlament Europeu
| Any  | Vots   | %          | Escons | +/– | Grup PE |
| ---- | ------ | ---------- | ------ | --- | ------- |
| 2014 | 32,708 | 5.83 (#8)  | 1 / 13 | Nou | GPPE    |
| 2019 | 25,562 | 2.59 (#11) | 0 / 13 | 1   |         |